# Comuna Salcia Tudor, Brăila
Salcia Tudor (în trecut, Gulianca și Regele Ferdinand) este o comună în județul Brăila, Muntenia, România, formată din satele Ariciu, Cuza Vodă, Gulianca, Olăneasca și Salcia Tudor (reședința).

## Așezare
Comuna se află în extremitatea nord-vestică a județului, la limita cu județele Vrancea și Galați. Este străbătută de șoseaua națională DN23 care leagă Brăila de Focșani. Din această șosea, în satul Gulianca se ramifică șoseaua județeană DJ202A care duce spre sud către Râmnicelu, Racovița și Grădiștea (unde se termină în DN22).

## Demografie
Componența etnică a comunei Salcia Tudor
     Români (92,61%)
     Alte etnii (7,39%)
Componența confesională a comunei Salcia Tudor
     Ortodocși (89,05%)
     Adventiști (2,34%)
     Alte religii (0,95%)
     Necunoscută (7,66%)
Conform recensământului efectuat în 2021, populația comunei Salcia Tudor se ridică la 2.220 de locuitori, în scădere față de recensământul anterior din 2011, când fuseseră înregistrați 2.563 de locuitori. Majoritatea locuitorilor sunt români (92,61%). Din punct de vedere confesional, majoritatea locuitorilor sunt ortodocși (89,05%), cu o minoritate de adventiști (2,34%), iar pentru 7,66% nu se cunoaște apartenența confesională.

## Politică și administrație
Comuna Salcia Tudor este administrată de un primar și un consiliu local compus din 11 consilieri. Primarul, Ion Serafim[*], de la Partidul Social Democrat, este în funcție din 1 noiembrie 2024. Începând cu alegerile locale din 2024, consiliul local are următoarea componență pe partide politice:
|  | Partid                          | Consilieri | Componența Consiliului | Componența Consiliului | Componența Consiliului | Componența Consiliului | Componența Consiliului |
|  | ------------------------------- | ---------- | ---------------------- | ---------------------- | ---------------------- | ---------------------- | ---------------------- |
|  | Partidul Social Democrat        | 5          |                        |                        |                        |                        |                        |
|  | Alianța pentru Unirea Românilor | 4          |                        |                        |                        |                        |                        |
|  | Partidul Național Liberal       | 2          |                        |                        |                        |                        |                        |

## Istorie
La sfârșitul secolului al XIX-lea, comuna purta numele de Gulianca, făcea parte din plasa Marginea de Jos a județului Râmnicu Sărat și era formată din cătunele Gulianca, Olăneasca și Ariciu, cu o populație de 867 de locuitori. În comună funcționau două mori cu aburi, două școli mixte cu 57 de elevi în total (una înființată în 1880 la Gulianca și alta — în 1863 la Ariciu) și o biserică ortodoxă zidită în 1864. În 1925, comuna este atestată de Anuarul Socec în plasa Măicănești a aceluiași județ, cu aceleași sate în componență și o populație de 1067 de locuitori. În 1931, comuna Gulianca a rămas cu satele Gulianca și Olăneasca, în vreme ce satul Ariciu, cu două sate noi mai mici, denumite Domnița Ileana și Regele Ferdinand, au format o comună separată, denumită Regele Ferdinand (cu reședința în satul Domnița Ileana).
În 1950, comuna a fost inclusă în raionul Măicănești al regiunii Putna, apoi (după 1952) al regiunii Galați; în 1960, raionul Măicănești s-a desființat, iar comuna a trecut la raionul Brăila din aceeași regiune. După sfârșitul regimului carlist, satele Regele Ferdinand și Domnița Ileana au primit numele de Cuza Vodă și Salcia Tudor, iar comuna formată de ele și satul Ariciu a primit numele de Salcia Tudor. Această comună a înglobat în 1968 și satele comunei Gulianca, comuna rezultată și denumită Salcia Tudor fiind arondată județului Brăila.

## Personalități născute aici
- Doina Lemny (n. 1953), istoric, muzeograf, cercetător.